# Pfatter
Pfatter település Németországban, azon belül Bajorországban. Lakosainak száma 3329 fő (2023. december 31.).

## Népesség
A település népessége az elmúlt években az alábbi módon változott:
| Lakosok száma | 1152 | 1550 | 1331 | 2511 | 3059 | 3149 | 3135 | 3153 | 3279 | 3329 |
|               | 1875 | 1950 | 1975 | 1987 | 2012 | 2014 | 2016 | 2017 | 2021 | 2023 |